# Ford Royale
Ford Royale är en personbil tillverkad av sydamerikanska Autolatina, ett samriskföretag mellan Ford och Volkswagen, mellan 1992 och 1996. Bilen är en kombiversion av Ford Versailles.
Ford Royale var tillgänglig som både 3- och 5-dörrars kombi. Ford Royale och den besläktade Ford Versailles byggdes även under namnet Volkswagen Quantum.